# Claoxylon physocarpum
Claoxylon physocarpum är en törelväxtart som beskrevs av Airy Shaw. Claoxylon physocarpum ingår i släktet Claoxylon och familjen törelväxter.
Artens utbredningsområde är Sumatera. Inga underarter finns listade i Catalogue of Life.